# La Magdalena (Zaragoza)

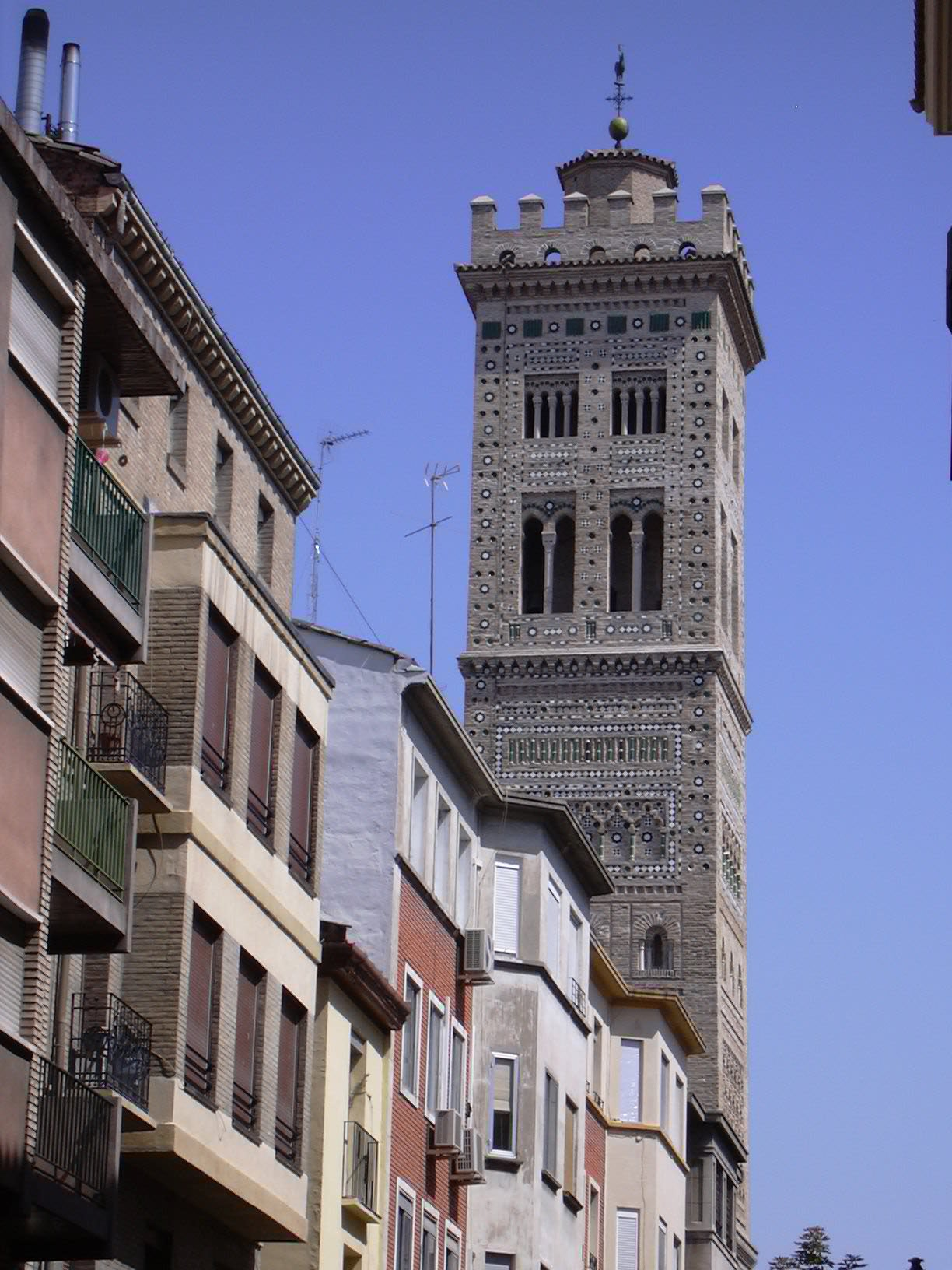
Torre de La Madalena.

Barrio del Casco Antiguo de Zaragoza pronunciado y escrito de forma oficial "Madalena", pese a la negativa del ayuntamiento del PP, está articulado en torno a la plaza homónima. En dicha plaza se encuentra la iglesia de Santa María Magdalena, una de las cumbres del mudéjar zaragozano. El barrio se extiende entre el Coso Bajo y la calle de San Vicente de Paúl.

## Historia
El barrio nace dentro de la muralla romana a la entrada por la Puerta de Valencia o de la Alquibla. En la actual Plaza de La Magdalena se encuentra el comienzo por el este del decumano de la ciudad. Posteriormente este barrio formará parte de la medina y albergará la judería en su zona más próxima a la actual Plaza de San Miguel.

## Interculturalidad y asociacionismo
Este barrio denominado popularmente como La Magdalena es hoy en día la zona más alternativa e intercultural de la ciudad. Entre su población destaca la musulmana, la gitana o la africana. Allí se pueden encontrar teterías árabes, bares con música reggae, ambiente aragonesista o centros sociales con una intensa programación cultural y musical. 
Entre las numerosas asociaciones que tienen su sede en este barrio podemos encontrar la AVV Madalena "Calle y Libertad", AVV Lanuza Casco Viejo, AVV Arrebato, Towanda, MOC, Os diaples d'Uerba, Diagonal-Aragón, Nogará, A Enrestida, Liberazion, Casa de las Culturas, Casa de la Mujer, Rasmia, CSA La Revuelta, Biblioteca Frida Kahlo, Barrio Verde, Coordinadora Antifascista, CSA 451, Sargantana, Partido Comunista de España - Aragón, UJCE-Aragón, etc. Cabe destacar que en este barrio se crio el MC Rapsusklei, como dice en algunos de sus temas.

## Eventos
La actividad cultural desarrollada en el barrio ha dado lugar a eventos como la Semana Cultural que se celebra en junio, diversos festivales o los desfiles de Modalena que ahora ya se desarrollan en otros espacios fuera del barrio debido a su éxito en sucesivas ediciones.